# Philipp Rösler

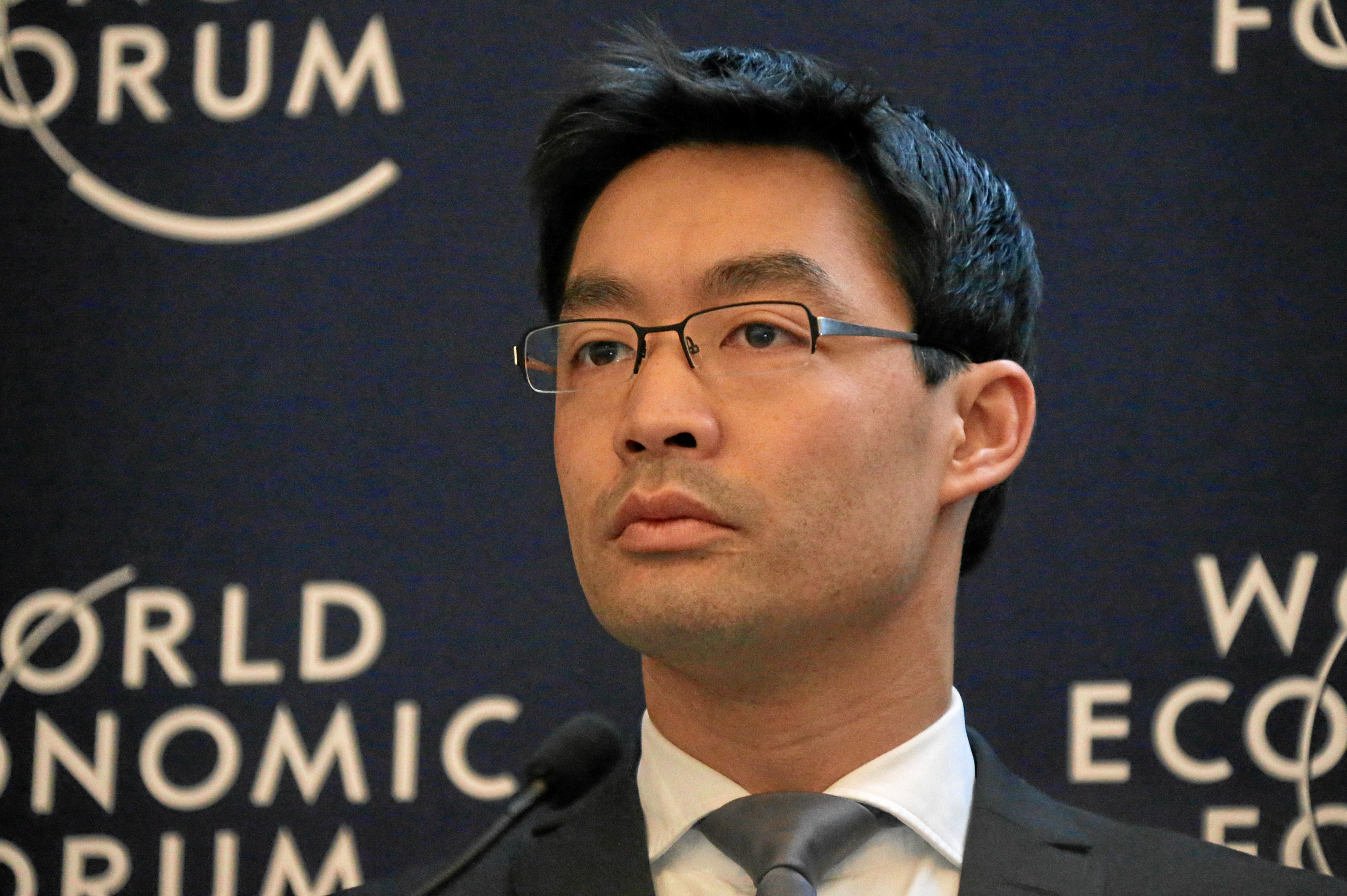
Philipp Rösler (2013)

Philipp Rösler, född omkring den 24 februari 1973 i Khánh Hưng, nuvarande Sóc Trăng i Sóc Trăng-provinsen i Vietnam, är en tysk liberal politiker.  Från maj 2011 till 2013 var han partiledare för Freie Demokratische Partei (FDP).  I samband med valet till partiledare som efterträdare till Guido Westerwelle övertog han även posten som Tysklands vice förbundskansler och som näringslivs- och teknologiminister.  Rösler tillkännagav sin avgång som partiledare vid en presskonferens 23 september 2013, dagen efter att partiet hamnat strax under femprocentsspärren i valet till förbundsdagen 2013, och därmed förlorat sina mandat i parlamentet.
Från 28 oktober 2009 till 17 december 2013 ingick han i den federala Regeringen Merkel II, 2009-2011 som Tysklands hälsominister.  Från den 18 februari 2009 till 27 oktober 2009 var han ekonomi-, arbets- och trafikminister och ställföreträdande ministerpresident i delstaten Niedersachsen. 
Rösler är till yrket ursprungligen läkare, med en akademisk doktorsgrad i medicin, och arbetade innan han blev heltidspolitiker som läkare och medicinsk officer inom Bundeswehr.